# 明日は晴れる
『明日は晴れる』（あしたははれる）は、日本の歌手である沢田研二の40作目となるオリジナル・アルバム。
2003年4月25日にリリース。発売元は沢田の自主レーベルであるJULIE LABEL。
シングル「明日は晴れる（c/wROCK 黄 WIND）」と同時発売。

## 解説
本作は「芸能生活三十五年突破記念」と銘打った、沢田の芸能生活36年目に発表されたアルバムである。作詞には作家の伊集院静を起用している。また「ROCK 黄 WIND」は沢田が大ファンの阪神タイガース応援歌「六甲おろし」（正式名称は阪神タイガースの歌）のリアレンジ曲で、同年に阪神は18年ぶりのセ・リーグ制覇を果たした。パッケージデザインはシングルと連動しており、シングルはシルバーディスク、アルバムはゴールドディスクとなっている。

## 収録曲
- 全編曲：白井良明

1. 明日は晴れる
  - 作詞・作曲:沢田研二
2. 違いのわかる男
  - 作詞:GRACE／作曲:白井良明
3. 睡蓮
  - 作詞・作曲:沢田研二
4. ROCK 黄 WIND
  - 作詞:佐藤惣之助／作曲:古関裕而
  - 「明日は晴れる」のカップリング曲。
5. 甘い印象
  - 作詞:伊集院静／作曲:沢田研二
6. Silence Love
  - 作詞:GRACE／作曲:上久保純
7. Hot! Spring
  - 作詞:沢田研二／作曲:下山淳
8. ひぃ・ふぅ・みぃ・よ
  - 作詞:GRACE／作曲:白井良明
9. 100倍の愛しさ
  - 作詞:沢田研二／作曲:上久保純
10. 夢見る時間（とき）が過ぎたら
  - 作詞:伊集院静／作曲:白井良明